# Temporada de furacões no Atlântico de 1897
A temporada de furacões no Atlântico de 1897 foi uma temporada inativa, apresentando apenas seis ciclones tropicais conhecidos, quatro dos quais atingiram a costa. Houve três furacões, nenhum dos quais se transformou em grandes furacões, que são de categoria 3 ou superior na escala de ventos de furacões Saffir-Simpson dos dias modernos. O primeiro sistema foi inicialmente observado a sul de Cabo Verde em 31 de agosto, uma data extraordinariamente tardia. A tempestade foi a mais forte da temporada, atingindo o pico como furacão de categoria 2 com ventos de 160 km/h (100 mph). Embora localizado bem ao norte dos Açores, o mar agitado pela tempestade afundou um navio, matando todos os 45 tripulantes. Uma segunda tempestade foi detectada pela primeira vez no Estreito da Flórida em 10 de setembro. Tornou-se um furacão e seguiu para noroeste através do Golfo do México, atingindo a Luisiana pouco antes de se dissipar em 13 de setembro. Esta tempestade causou 29 mortes e $ 150.000 (1897 USD) em danos.
A terceira tempestade se desenvolveu no sudeste do Golfo do México em 20 de setembro. Ele rastreou ao longo da costa Leste dos Estados Unidos, causando danos generalizados, principalmente na Flórida. Uma quarta tempestade foi observada pela primeira vez no noroeste do Mar do Caribe em 25 de setembro. Essa tempestade se moveu em um caminho semicircular ao redor de Cuba e foi observada pela última vez na costa da Flórida quatro dias depois. Pequenos danos causados pelo vento e inundações foram relatados em Cuba. Em 9 de outubro, o quinto furacão da temporada foi localizado perto das Ilhas de Barlavento. Movendo-se para o oeste, a tempestade eventualmente se curvou para o nordeste enquanto cruzava o Mar do Caribe, fazendo com que atingisse Cuba. Pequenos danos foram relatados na ilha, embora um navio tenha afundado com 230 pessoas a bordo; 42 deles foram resgatados, enquanto os 188 restantes foram dados como mortos. O sistema final observado desenvolveu-se nas proximidades das Bahamas em 23 de outubro. Mais tarde, atingiu os Outer Banks da Carolina do Norte ; a tempestade causou graves inundações no sudeste da Virgínia, com seis mortes relatadas. Foi anotado pela última vez em 29 de outubro.

## Sistemas

### Furacão Um
O primeiro furacão da temporada foi observado perto de Cabo Verde, com início às 06h00 UTC em 31 de agosto. Inicialmente uma tempestade tropical, fortaleceu-se lentamente enquanto seguia para oeste-noroeste, atingindo o status de furacão em 1 de setembro Curvando-se para noroeste, a tempestade se intensificou ainda mais em uma furacão categoria 2 em 3 de setembro. Ele continuou indo para o noroeste até fazer uma curva para o nordeste no final de 6 de setembro. Por volta de 1130 UTC no dia seguinte, a tempestade atingiu seu pico de intensidade com ventos máximos sustentados de 160 km/h (100 mph) e uma pressão barométrica mínima de 972 mbar (28.7 inHg). No início de 9 de setembro, o sistema enfraqueceu para uma categoria 1, antes da transição para um ciclone extratropical bem ao norte dos Açores mais tarde naquele dia. Os remanescentes extratropicais continuaram enfraquecendo, antes de se dissipar a oeste da Irlanda em 10 de setembro. A tripulação do barkentine St. Peter relatou que outro navio virou com 45 homens a bordo; todos eles se afogaram.

### Furacão Dois
Um segundo furacão foi detectado no Estreito da Flórida em intensidade de tempestade tropical em 10 de setembro. Várias horas depois, o sistema atingiu a costa em Marquesas Keys, Flórida. No início de 11 de setembro, tornou-se um furacão. Intensificando-se um pouco mais, a tempestade atingiu o pico com ventos máximos sustentados de 137 km/h (85 mph) logo em seguida. O furacão manteve essa intensidade enquanto se movia para oeste-noroeste através do Golfo do México e atingiu o extremo sudoeste de Cameron Parish, Louisiana, no início de 13 de setembro. Pouco depois, enfraqueceu para uma tempestade tropical sobre o Texas, antes de se dissipar várias horas depois.
Nenhum impacto foi relatado em Florida Keys. Ventos fortes no sudoeste da Louisiana danificaram plantações e derrubaram moinhos de vento. Offshore, barcos e escunas sofreram danos severos com as ondas do vento. Danos graves ocorreram no leste do Texas, com ventos fortes e tempestades danificando ou destruindo vários edifícios, casas e plantações em várias cidades, incluindo Beaumont, New Sabine Pass, Orange, Sabine Pass e Port Arthur. A tempestade foi considerada a pior em Orange desde 1875. No geral, a tempestade causou pelo menos 29 fatalidades no Texas, com seis mortos em Port Arthur, três no mar, quatro em Sabine Pass e dezesseis outros em Beaumont. Os danos no estado chegaram a aproximadamente $ 150.000.

### Tempestade tropical Três
A terceira tempestade da temporada foi observada pela primeira vez no sudeste do Golfo do México em 20 de setembro. Fortalecendo-se enquanto se dirigia para o nordeste, o sistema atingiu a costa perto de Boca Grande, Flórida, com ventos de 110 km/h (70 mph) na madrugada do dia seguinte. As fortes chuvas em Tampa fizeram com que as ruas e laterais ficassem inundadas, deixando partes da cidade intransitáveis, especialmente as áreas adjacentes ao DeSoto Hotel. Dois quartéis de bombeiros foram severamente danificados. Na costa leste da Flórida, o pior impacto ocorreu em Cocoa, onde alguns prédios foram destruídos e outros foram derrubados. Mais ao norte, na Praia Fernandina, navios no porto se soltaram e viraram, deixando danos consideráveis.
Embora a tempestade tenha enfraquecido ao cruzar a Flórida, ela voltou a se fortalecer depois de emergir no Oceano Atlântico no final de 21 de setembro. O sistema moveu-se para nordeste e atingiu a costa perto de Hatteras, Carolina do Norte às 10:00 UTC em 23 de setembro, com ventos de 110 km/h (70 mph). No leste da Carolina do Norte, ventos fortes e marés altas foram observados em New Bern. Pouco tempo depois, ressurgiu no Oceano Atlântico. O sistema começou a enfraquecer, enquanto fazia dois desembarques em 24 de setembro, a primeira em Long Island, Nova York, e a segunda perto de New London, Connecticut. Depois disso, a tempestade acelerou para o nordeste e enfraqueceu para uma depressão tropical sobre Novo Brunswick no início de 25 de setembro.. Várias horas depois, o sistema se dissipou na costa sudeste de Labrador.

### Tempestade tropical Quatro
No início de 25 de setembro, uma tempestade tropical foi detectada a cerca de 160 km (100 mi) a oeste de Grande Caimão. Moveu-se lentamente para o noroeste e passou perto do Cabo San Antonio, Cuba, no início de 27 de setembro. A tempestade então entrou no Golfo do México e começou a se fortalecer enquanto se curvava para o norte. Em 28 de setembro, o sistema atingiu seu pico de intensidade com ventos máximos sustentados de 72 km/h (45 mph) e uma pressão barométrica mínima de 1,010 mbar (30 inHg). No início de 29 de setembro, a tempestade fez uma curva para o leste e se dissipou várias horas depois na costa da Flórida. Em Cuba, a tempestade trouxe ventos fortes e fortes chuvas até o leste de Havana, causando inundações, "mas sem grandes danos".

### Furacão Cinco
O quinto ciclone tropical da temporada foi observado pela primeira vez perto das Ilhas de Barlavento em 9 de outubro. Moveu-se para oeste-noroeste através do Mar do Caribe e permaneceu nessa intensidade por vários dias. A tempestade curvou-se na direção noroeste em outubro 14 enquanto localizado sobre o noroeste do Mar do Caribe, e depois para o nordeste no dia seguinte. Eventualmente, começou a se fortalecer e atingiu a intensidade do furacão no início de 18 de outubro. Várias horas depois, o furacão atingiu a atual província de Sancti Spíritus, em Cuba, com ventos de 130 km/h (80 mph). Danos mínimos foram relatados em Cuba. No entanto, o navio Triton afundou na costa da província de Pinar del Río com 230 homens a bordo. Quarenta e duas pessoas foram resgatadas por navios que passavam, enquanto as 188 restantes morreram, incluindo o capitão, que cometeu suicídio.
O sistema enfraqueceu ao cruzar Cuba e caiu para a intensidade da tempestade tropical no início de 19 de outubro. Naquela época, a tempestade emergiu no Oceano Atlântico perto do centro das Bahamas. Atravessando as ilhas, o sistema fez uma curva norte-nordeste e começou a acelerar. Não voltou a se fortalecer e atingiu a costa perto do Cabo Hatteras, na Carolina do Norte, com ventos de 105 km/h (65 mph). Ventos fortes e totais de chuva variando de 25 to 178 mm (1 to 7 in) foram observados ao longo da costa da Carolina do Norte. Ventos fortes foram relatados em partes do nordeste dos Estados Unidos, com a maior velocidade do vento sendo 90 km/h (56 mph), observado em Block Island, Rhode Island. Reemergindo no Oceano Atlântico, este sistema continuou rapidamente para o nordeste, antes de se tornar extratropical offshore na Nova Inglaterra em 21 de outubro.

### Tempestade tropical Seis
O ciclone tropical final foi localizado nas Bahamas em 23 de outubro. Deslocou-se para norte-nordeste e manteve a mesma intensidade. até 25 de outubro, a tempestade começou a executar um ciclo ciclônico enquanto estava na costa leste dos Estados Unidos. Nessa época, o sistema atingiu seu pico de intensidade com ventos de 105 km/h (65 mph). Movendo-se para o sudoeste, a tempestade atingiu a costa perto de Duck, Carolina do Norte às 23:00 UTC em 25 de outubro, na mesma intensidade. No início de 26 de outubro, o sistema curvou-se para sudeste e moveu-se rapidamente para o mar. Em seguida, moveu-se para o leste e depois para o nordeste, antes de se tornar extratropical em 29 de outubro.
Ao longo de grande parte da costa leste dos Estados Unidos, o Weather Bureau alertou sobre vendavais e mar agitado. De Cape Hatteras, Carolina do Norte ao Maine, marés de tempestade resultaram em danos consideráveis aos calçadões e casas de praia. Na Virgínia, uma tempestade fez com que várias pequenas embarcações e alguns navios fossem arrastados para a costa ou destruídos. O rio James subiu para 1.5 m (5 ft) acima da maré alta. Algumas cidades sofreram inundações costeiras, incluindo Chincoteague e Norfolk. O Willoughby Spit foi dividido pelas marés, lavando os trilhos da ferrovia Old Point Comfort. Cedar Island foi "nivelada a um mero sopro plano de areia". Seis mortes foram relatadas na Virgínia, quatro delas por afogamento em Newport News, enquanto as outras duas foram causadas por eletrocussão.